# Barátfüle
A barátfüle vagy lekváros derelye egy általában szilvalekvárral vagy ritkábban túróval, esetleg mákkal töltött, magyar eredetű tésztaféle. A 19. század második feléből származik, ahol egy budai vendéglős, Franz Freund specialitása volt, az étlapon Freunds gefüllte Tasche (Freund-féle töltött táska) néven szerepelt. A magyar elnevezése is valószínűleg innen származik: Freund magyarul barát és gefüllte (töltött) → fül.
A kiszaggatott tésztát megtöltik házi lekvárral vagy egyéb töltelékkel, vízben megfőzik, majd zsemlemorzsába vagy vajba forgatják. Bolti változatban is kapható.
Rokonai a nudli és a gombóc.